# Nathan Hills
Die Nathan Hills sind eine Reihe von Hügeln im ostantarktischen Viktorialand. In den Southern Cross Mountains ragen sie im östlichen Teil der Arrowhead Range auf.
Die Südgruppe einer von 1966 bis 1967 durchgeführten Kampagne im Rahmen der New Zealand Geological Survey Antarctic Expedition benannte sie nach Simon Nathan, dem leitenden Geologen dieser Mannschaft.